# Christophe Lecourtier
Christophe Lecourtier, né le 3 novembre 1962 à Paris, est un haut fonctionnaire, homme politique et diplomate français. Depuis décembre 2022, il est ambassadeur de France au Maroc.

## Origines et familles
Christophe Lecourtier est le fils de Philippe Lecourtier, ambassadeur de la République française, et de Catherine Lecourtier. Avec son frère et sa sœur, dès son plus jeune âge il est amené à changer de pays pour suivre son père,. L'un de ses grands-pères est officier de Marine tandis que l'autre est magistrat.

## Formation
Christophe Lecourtier étudie à l'École normale supérieure de Saint-Cloud les lettres modernes (1982-1986) et à l'Institut d'études politiques de Paris (1987-1989) avant d'intégrer l'École nationale d'administration, promotion Victor Hugo, en 1989 dont il sort en 1991,,,.

## Carrière
Christophe Lecourtier commence sa carrière au sein de la direction des Relations économiques extérieures (DREE) intégrée à la direction générale du Trésor en 2004,,. Il en est d'abord administrateur civil (1991-1993), puis devient conseiller technique pour les affaires européennes et internationales aux cabinets du ministre des Affaires sociales, de la Santé et de la Ville et du ministre délégué à la Santé (aujourd'hui fusionnés en ministère des Solidarités et de la Santé) (1993-1995).
Il est ensuite chef du secteur relations extérieures de l'Union européenne du Secrétariat général du comité interministériel pour les questions de coopérations économiques européennes (devenu le secrétariat général des Affaires européennes en 2005) (1995-1997). Il est ensuite nommé chef du bureau Asie continentale (1997-2000). Il part ensuite en Argentine pour exercer la fonction de chef de mission économique (2000-2002).
Revenu en France, il est conseiller technique au cabinet du ministre de l'Économie, des Finances et de l'Industrie (2002) et accède, en même temps, au poste de directeur adjoint du cabinet du ministre délégué au Commerce extérieur (2002-2004). Après le départ de François Loos, Nicolas Sarkozy le confirme dans son poste de conseiller technique au cabinet du ministre de l'Économie, des Finances et de l'Industrie (2004). En 2004, il retourne à la DREE en tant que chef du Service des ressources humaines et des affaires financières avant de devenir secrétaire général de la direction générale du Trésor, nouvellement crée (2004-2007).

Puis il exerce la fonction de directeur du cabinet de Christine Lagarde, tout d'abord lorsque celle-ci est nommée au ministère de l'Agriculture et de la Pêche puis lorsqu'elle occupe de poste au sein  ministère de l'Économie et des Finances (2007-2008).

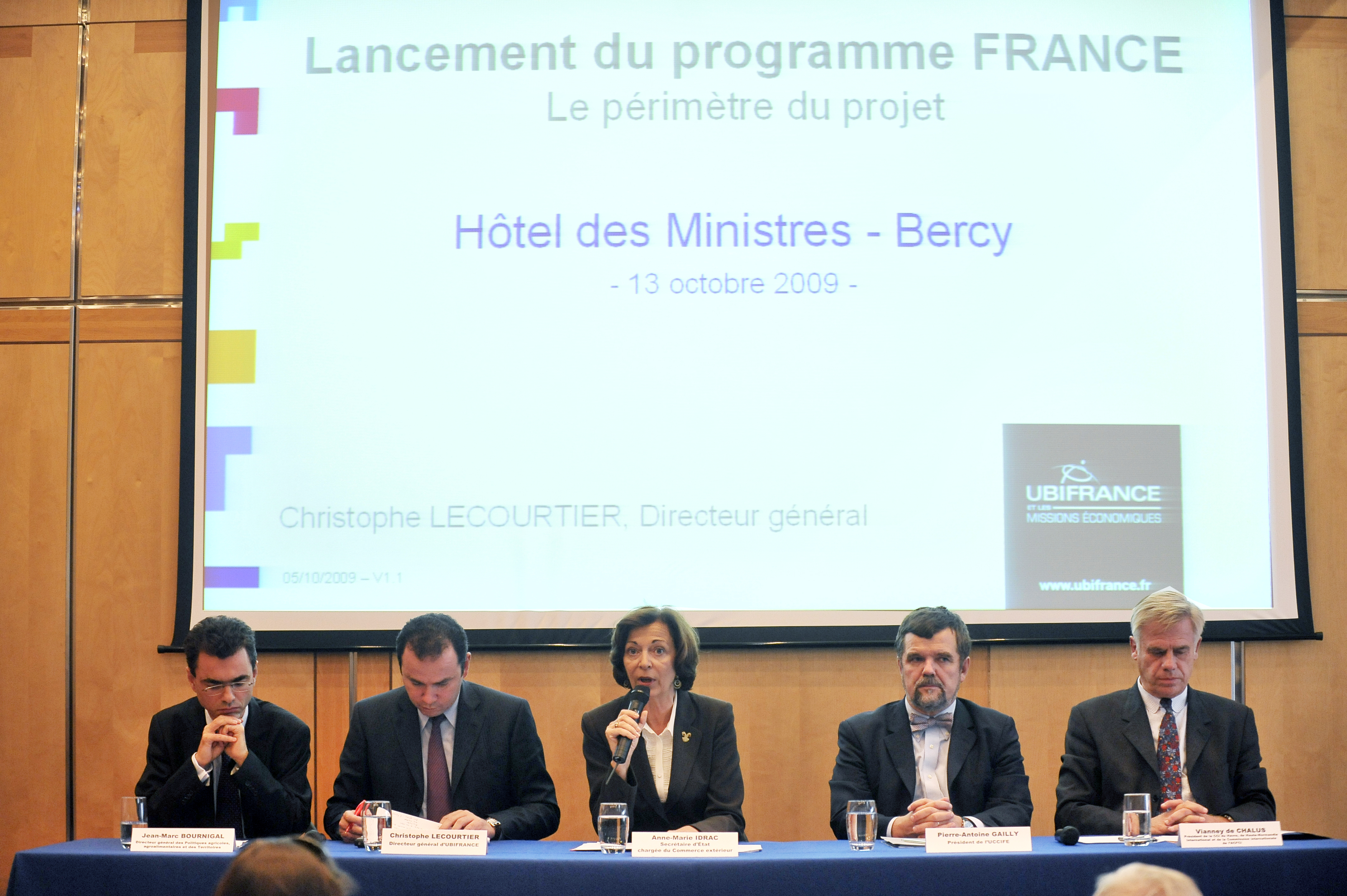
Jean-Marc Bournigal, directeur général de l’alimentation au ministère de l'Alimentation, de l'Agriculture et de la Pêche, Christophe Lecourtier, directeur général d'Ubifrance, Anne-Marie Idrac, secrétaire d’État au Commerce extérieur, Pierre-Antoine Gailly, président de l'union des Chambres de commerce et d’industrie françaises à l’étranger et Vianney de Chalus de la Chambre de commerce et d'industrie de France lors d'une conférence sur le programme France Export 2009.

Il est ensuite nommé directeur général d'Ubifrance (2008-2014),. À son départ d'Ubifrance il est ambassadeur de la République française en Australie (2014-2017).
Il est nommé ambassadeur de la République française en Serbie en avril 2017. Muriel Pénicaud étant nommée en juin 2017 au ministère du Travail et quittant ses fonctions de directrice générale de Business France (émanant de la fusion d'Ubifrance et de l'Agence française pour les investissements internationaux), il est nommé sur ce poste fin août,. Il entra en fonction par décret officiel le 14 septembre 2017.

## Publications
- (en) « France, terrorism and the assault on universal values », sur www.aspistrategist.org.au, 26 avril 2016 (consulté le 30 août 2017)

## Distinctions
- Chevalier de la Légion d'honneur, décoré le 13 juillet 2009 par la secrétaire d'État chargée du Commerce extérieur Anne-Marie Idrac pour « 24 ans de services civils »[16],[17].